# Élections législatives de 1988 dans l'Yonne
Les élections législatives françaises de 1988 se déroulent les 5 et 12 juin 1988. Dans le département de l'Yonne, trois députés sont à élire dans le cadre de trois circonscriptions.

## Élus
| Circonscription | Député sortant        | Parti                 | Parti                 | Député élu ou réélu | Parti | Parti    |
| --------------- | --------------------- | --------------------- | --------------------- | ------------------- | ----- | -------- |
| 1re             | Scrutin proportionnel | Scrutin proportionnel | Scrutin proportionnel | Jean-Pierre Soisson |       | UDF (PR) |
| 2e              | Scrutin proportionnel | Scrutin proportionnel | Scrutin proportionnel | Henri Nallet        |       | PS       |
| 3e              | Scrutin proportionnel | Scrutin proportionnel | Scrutin proportionnel | Philippe Auberger   |       | RPR      |

## Positionnement des partis
L'UDF et le RPR se présentent unis sous l'étiquette « Union du Rassemblement et du Centre » tandis que les candidats du Parti socialiste se rangent sous la bannière de la « Majorité présidentielle pour la France unie », slogan de la campagne présidentielle de François Mitterrand.

## Résultats

### Résultats à l'échelle du département
| Parti          | Parti                               | Premier tour | Premier tour | Second tour | Second tour | Sièges |
| Parti          | Parti                               | Voix         | %            | Voix        | %           | Sièges |
| -------------- | ----------------------------------- | ------------ | ------------ | ----------- | ----------- | ------ |
|                | Union pour la démocratie française  | 43 071       | 29,64        | 51 185      | 32,84       | 1      |
|                | Rassemblement pour la République    | 18 476       | 12,72        | 31 021      | 19,90       | 1      |
|                | Divers droite                       | 3 602        | 2,48         |             |             | 0      |
|                | Union du Rassemblement et du Centre | 65 149       | 44,84        | 82 206      | 52,74       | 2      |
|                |                                     |              |              |             |             |        |
|                | Parti socialiste                    | 47 063       | 32,39        | 73 652      | 47,26       | 0      |
|                | La France Unie                      | 47 063       | 32,39        | 73 652      | 47,26       | 1      |
|                |                                     |              |              |             |             |        |
|                | Parti communiste français           | 17 300       | 11,91        |             |             | 0      |
|                | Front national                      | 15 186       | 10,45        | 0           |             |        |
|                | Extrême gauche                      | 592          | 0,41         | 0           |             |        |
|                |                                     |              |              |             |             |        |
| Inscrits       | Inscrits                            | 220 893      | 100,00       | 220 882     | 100,00      | 3      |
| Abstentions    | Abstentions                         | 72 678       | 32,9         | 60 925      | 27,58       |        |
| Votants        | Votants                             | 148 215      | 67,1         | 159 957     | 72,42       |        |
| Blancs et nuls | Blancs et nuls                      | 2 925        | 1,97         | 4 099       | 2,56        |        |
| Exprimés       | Exprimés                            | 145 290      | 98,03        | 155 858     | 97,44       |        |

### Résultats par circonscription

#### Première circonscription (Auxerre)
| Candidat       | Candidat                          | Parti          | Premier tour | Premier tour | Second tour | Second tour |  |
| Candidat       | Candidat                          | Parti          | Voix         | %            | Voix        | %           |  |
| -------------- | --------------------------------- | -------------- | ------------ | ------------ | ----------- | ----------- |  |
|                | Jean-Pierre Soisson sortant réélu | UDF (PR) (URC) | 22 592       | 48,61        | 28 869      | 57,93       |  |
|                | Jean-Paul Rousseau                | PS             | 13 951       | 30,02        | 20 961      | 42,07       |  |
|                | Claude Moreau                     | FN             | 4 701        | 10,11        |             |             |  |
|                | Jean-Marie Langoureau             | PCF            | 3 590        | 7,72         |             |             |  |
|                | Gérard Krier                      | Divers droite  | 1 054        | 2,27         |             |             |  |
|                | Gilles Mondème                    | Extrême gauche | 592          | 1,27         |             |             |  |
|                |                                   |                |              |              |             |             |  |
| Inscrits       | Inscrits                          | Inscrits       | 71 763       | 100,00       | 71 724      | 100,00      |  |
| Abstentions    | Abstentions                       | Abstentions    | 24 346       | 33,93        | 20 617      | 28,74       |  |
| Votants        | Votants                           | Votants        | 47 417       | 66,07        | 51 107      | 71,26       |  |
| Blancs et nuls | Blancs et nuls                    | Blancs et nuls | 937          | 1,98         | 1 277       | 2,5         |  |
| Exprimés       | Exprimés                          | Exprimés       | 46 480       | 98,02        | 49 830      | 97,5        |  |

#### Deuxième circonscription (Avallon)
| Candidat       | Candidat                   | Parti          | Premier tour | Premier tour | Second tour | Second tour |  |
| Candidat       | Candidat                   | Parti          | Voix         | %            | Voix        | %           |  |
| -------------- | -------------------------- | -------------- | ------------ | ------------ | ----------- | ----------- |  |
|                | Henri Nallet sortant réélu | PS             | 19 836       | 42,18        | 28 229      | 55,85       |  |
|                | Grégoire Direz             | UDF (AD) (URC) | 13 667       | 29,06        | 22 316      | 44,15       |  |
|                | Guy Lavrat                 | PCF            | 5 818        | 12,37        |             |             |  |
|                | Pierre Jaboulet Vercherre  | FN             | 5 159        | 10,97        |             |             |  |
|                | Raymond Valentin           | Divers droite  | 2 548        | 5,42         |             |             |  |
|                |                            |                |              |              |             |             |  |
| Inscrits       | Inscrits                   | Inscrits       | 70 906       | 100,00       | 70 862      | 100,00      |  |
| Abstentions    | Abstentions                | Abstentions    | 22 806       | 32,16        | 18 972      | 26,77       |  |
| Votants        | Votants                    | Votants        | 48 100       | 67,84        | 51 890      | 73,23       |  |
| Blancs et nuls | Blancs et nuls             | Blancs et nuls | 1 072        | 2,23         | 1 345       | 2,59        |  |
| Exprimés       | Exprimés                   | Exprimés       | 47 028       | 97,77        | 50 545      | 97,41       |  |

#### Troisième circonscription (Sens)
| Candidat       | Candidat                        | Parti          | Premier tour | Premier tour | Second tour | Second tour |  |
| Candidat       | Candidat                        | Parti          | Voix         | %            | Voix        | %           |  |
| -------------- | ------------------------------- | -------------- | ------------ | ------------ | ----------- | ----------- |  |
|                | Philippe Auberger sortant réélu | RPR (URC)      | 18 476       | 35,68        | 31 021      | 55,91       |  |
|                | Jean-René Poillot               | PS             | 13 276       | 25,64        | 24 462      | 44,09       |  |
|                | Jean Cordillot                  | PCF            | 7 892        | 15,24        |             |             |  |
|                | Étienne Braun                   | UDF (PR)       | 6 812        | 13,16        |             |             |  |
|                | Pierre Delbreuve                | FN             | 5 326        | 10,29        |             |             |  |
|                |                                 |                |              |              |             |             |  |
| Inscrits       | Inscrits                        | Inscrits       | 78 224       | 100,00       | 78 296      | 100,00      |  |
| Abstentions    | Abstentions                     | Abstentions    | 25 526       | 32,63        | 21 336      | 27,25       |  |
| Votants        | Votants                         | Votants        | 52 698       | 67,37        | 56 960      | 72,75       |  |
| Blancs et nuls | Blancs et nuls                  | Blancs et nuls | 916          | 1,74         | 1 477       | 2,59        |  |
| Exprimés       | Exprimés                        | Exprimés       | 51 782       | 98,26        | 55 483      | 97,41       |  |